# Sun-Rype
盛瑞产品有限公司（英語：Sun-Rype Products Ltd.）是一所位于加拿大西部以水果为主的食品制造商。自1946年成立以来，盛瑞就一直在不列颠哥伦比亚省基隆拿奥肯纳根生产果汁和水果零食。